# Эвира
Эвира́ (фр. Eyvirat) — коммуна во Франции, находится в регионе Аквитания. Департамент — Дордонь. Входит в состав кантона Брантом. Округ коммуны — Перигё.
Код INSEE коммуны — 24170.

## География

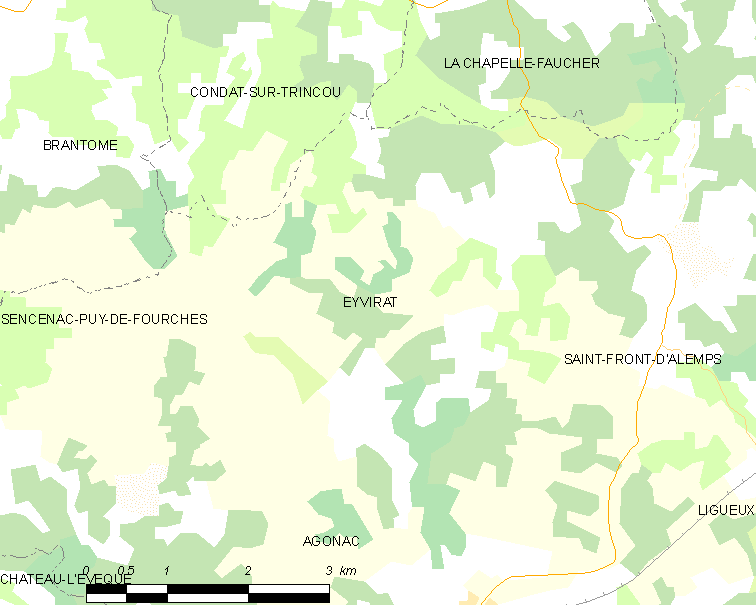
Карта коммуны

Коммуна расположена приблизительно в 420 км к югу от Парижа, в 120 км северо-восточнее Бордо, в 16 км к северу от Перигё.

### Климат
Климат умеренный океанический со средним уровнем осадков, которые выпадают преимущественно зимой. Лето здесь долгое и тёплое, однако также довольно влажное, здесь не бывает регулярных периодов летней засухи. Средняя температура января — 5 °C, июля — 18 °C. Изредка вследствие стечения неблагоприятных погодных условий может наблюдаться непродолжительная засуха или случаются поздние заморозки. Климат меняется очень часто, как в течение сезона, так и год от года.

## Население
Население коммуны на 2010 год составляло 277 человек.
| 1962 | 1968 | 1975 | 1982 | 1990 | 1999 | 2010 |
| ---- | ---- | ---- | ---- | ---- | ---- | ---- |
| 317  | 265  | 234  | 239  | 250  | 252  | 277  |

## Администрация
| Период | Период | Фамилия             | Партия       | Примечания |
| ------ | ------ | ------------------- | ------------ | ---------- |
| 1925   | 1952   | Альбер Бордас       |              |            |
| 1952   | 1953   | Жюльен Шоссье       |              |            |
| 1953   | 1989   | Пьер Кулуми         |              |            |
| 1989   | 2014   | Жан-Пьер Суссанжеас | беспартийный |            |
| 2014   | 2020   | Анита Катюс         |              |            |

## Экономика
В 2010 году среди 180 человек трудоспособного возраста (15-64 лет) 139 были экономически активными, 41 — неактивными (показатель активности — 77,2 %, в 1999 году было 72,7 %). Из 139 активных жителей работали 132 человека (73 мужчины и 59 женщин), безработных было 7 (6 мужчин и 1 женщина). Среди 41 неактивных 14 человек были учениками или студентами, 19 — пенсионерами, 8 были неактивными по другим причинам.

## Достопримечательности
- Церковь Св. Петра в оковах (XII век)[5]
- Усадьба Менепле (XV век)[6]

## Фотогалерея

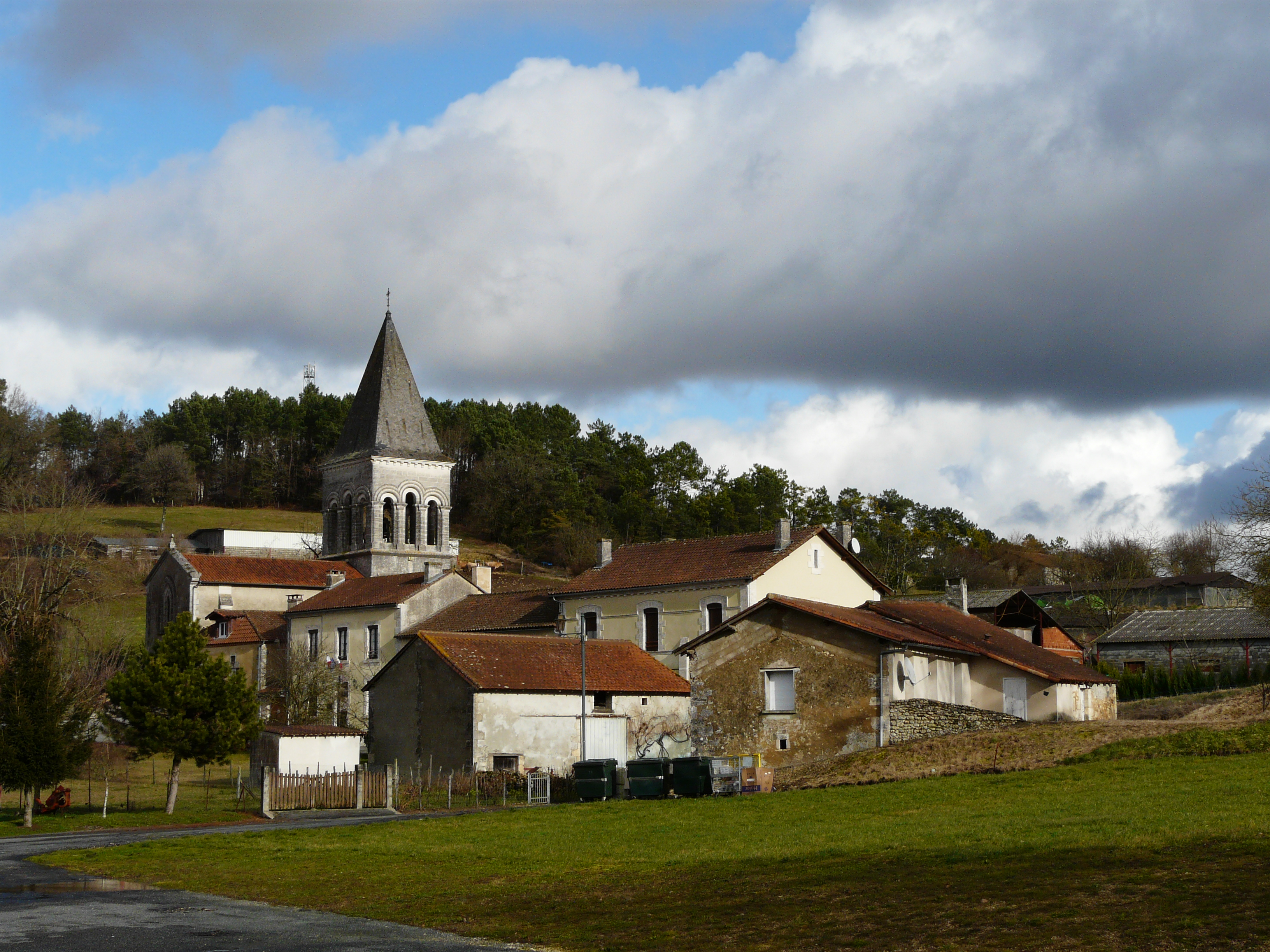
Эвира
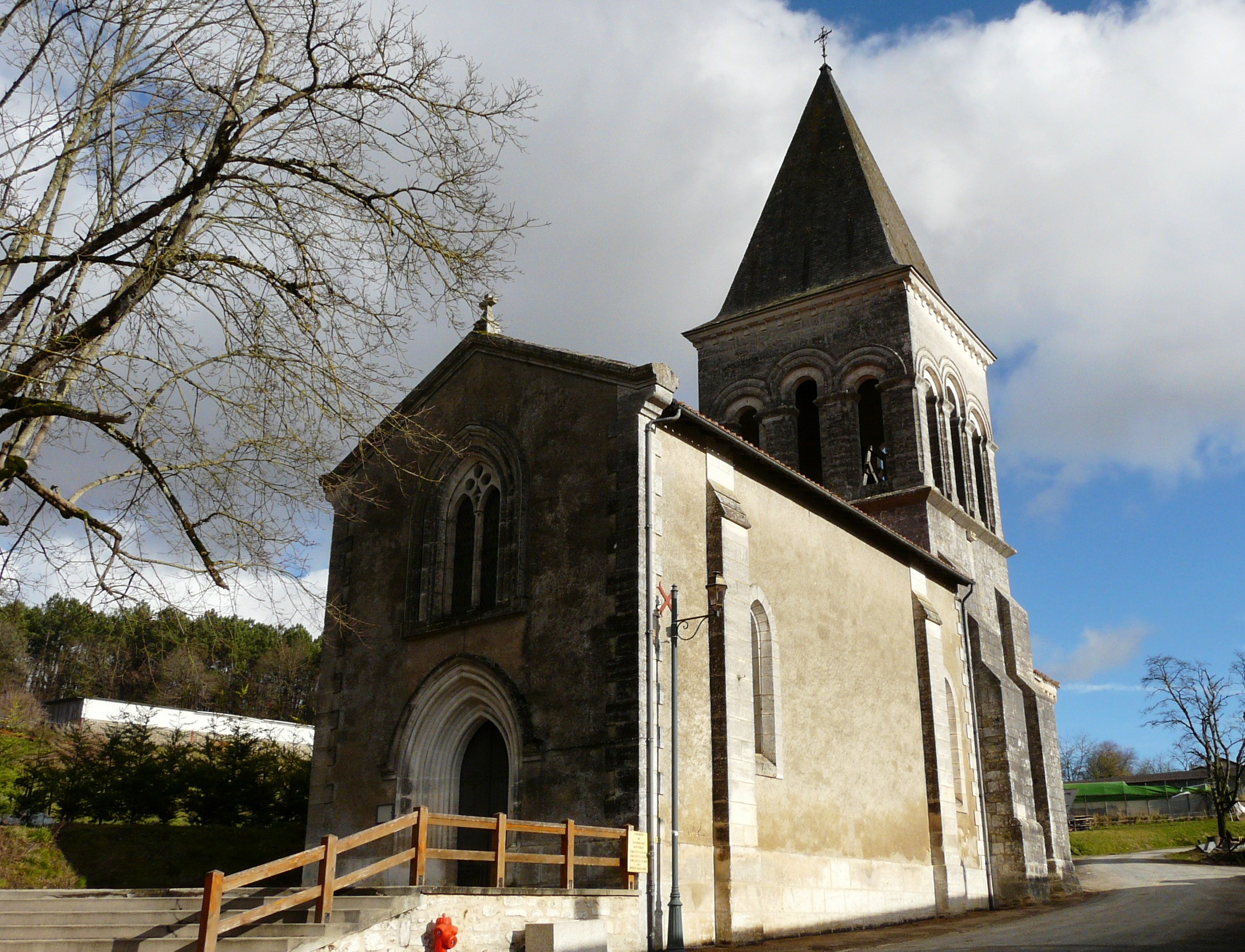
Церковь Св. Петра в оковах
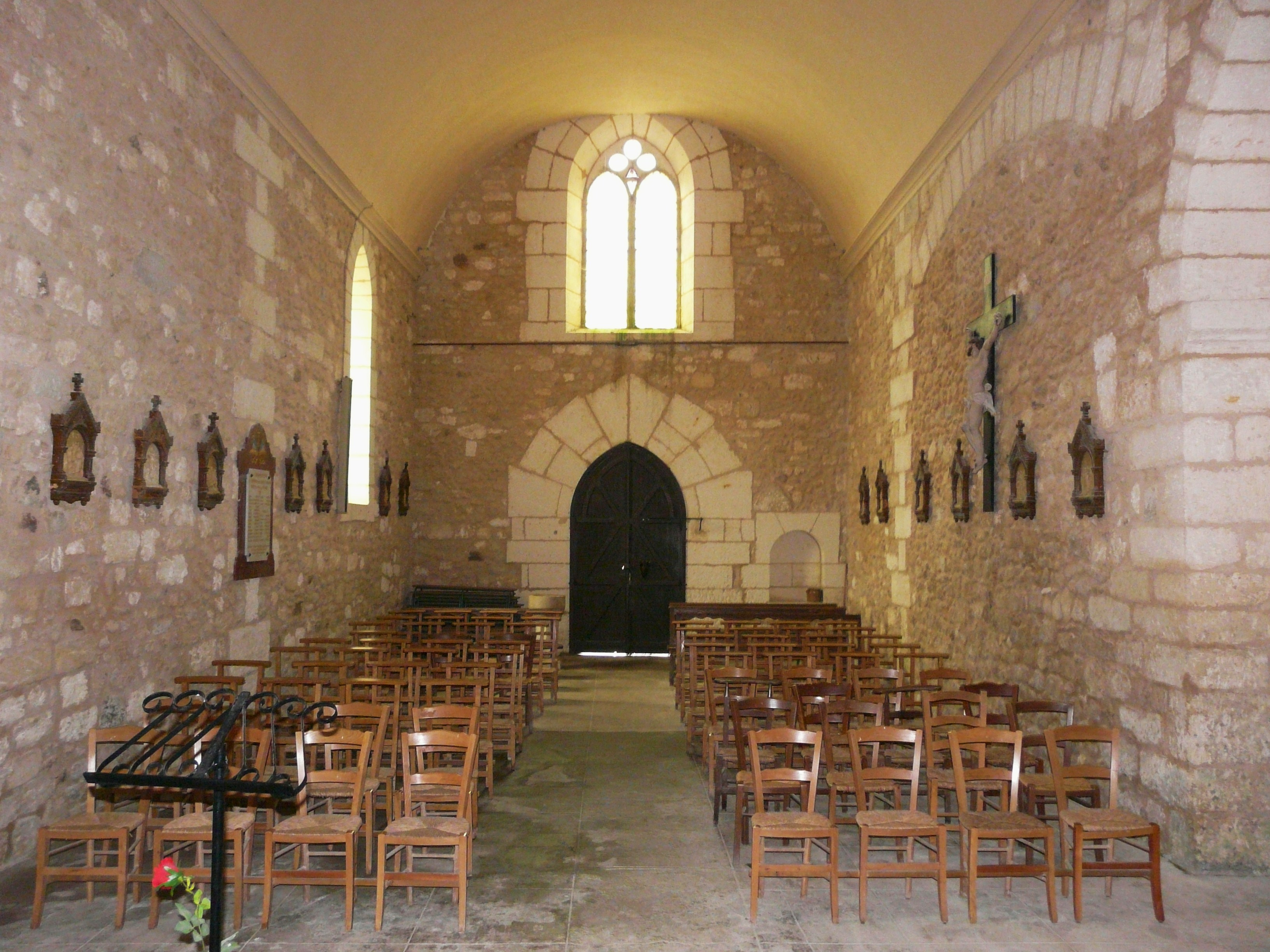
Интерьер церкви
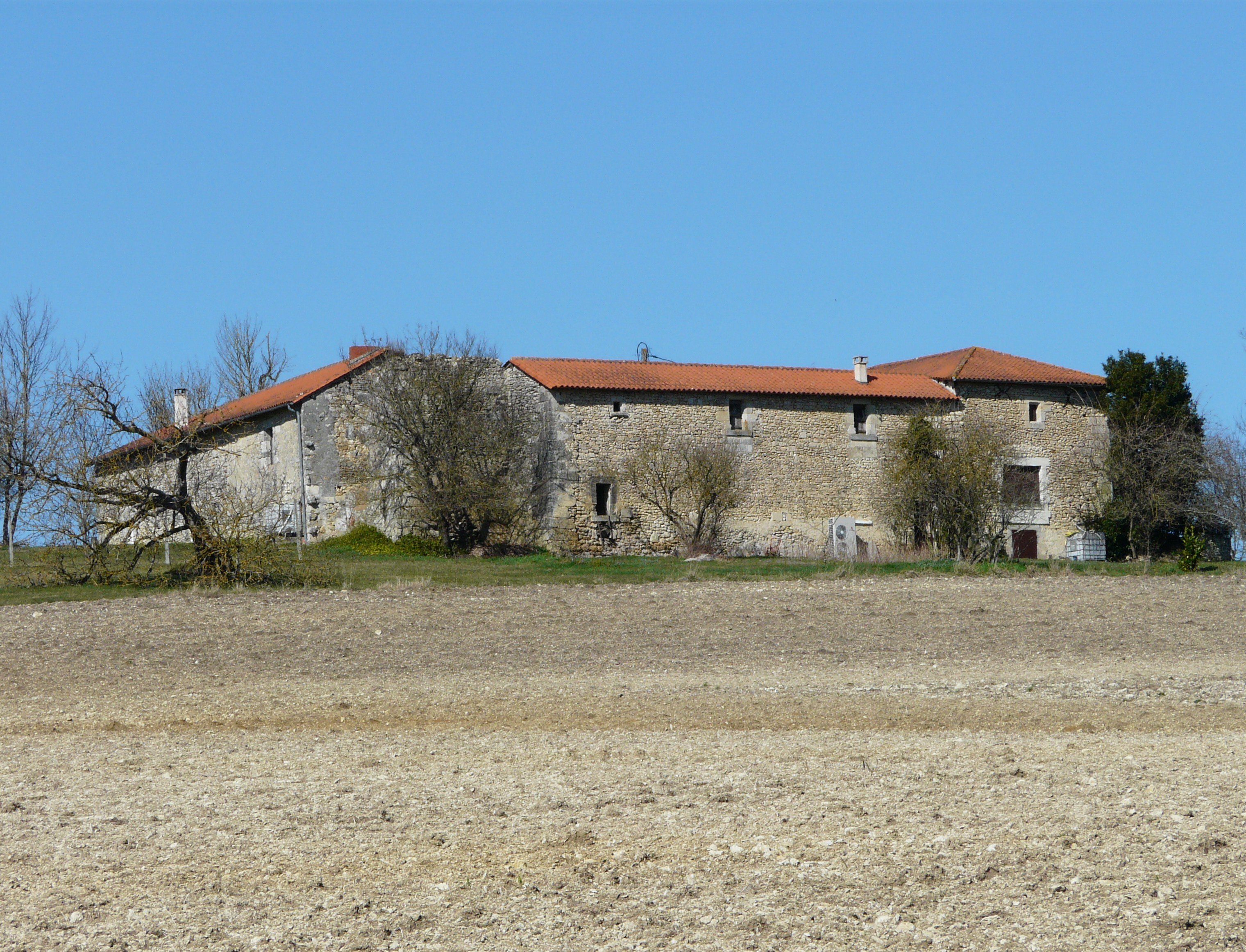
Eyvirat Meneyplé (3).JPG